# Londons tunnelbana
Londons tunnelbana (officiellt kallad London Underground eller (the) Underground, eller informellt the Tube) betjänar Storlondon i Storbritannien och är den första tunnelbanan i världen från år 1863. Tunnelbanan är dessutom en av de största i världen, med en banlängd på omkring 400 km. Trafiken är igång vardagar från kl 05:00-01:00. På helger går tunnelbanan dygnet runt, fredag- och lördagnatt samt natt innan helgdag.

## Historia
Järnvägen började byggas ut i Storbritannien under mitten av 1800-talet och sex järnvägsstationer byggdes utanför Londons centrum år 1854: London Bridge, Euston, Paddington Station, King's Cross, Bishopsgate och Waterloo Station; enbart Fenchurch Street station låg i City of London. Vid denna tid hade London stora problem med infrastrukturen som inte räckte till: vägarna var överhopade av resenärer, inte minst de som skulle ta sig till och från järnvägsstationerna. Under 1830-talet hade de första förslagen kommit på en underjordisk järnväg som möjlig lösning på problemen men det tog ytterligare två decennier för planerna att bli seriösa. Det fanns även andra förslag där trafiken flyttades till högbanor. Idén var då att koppla samman de olika stationerna via en underjordisk järnväg.

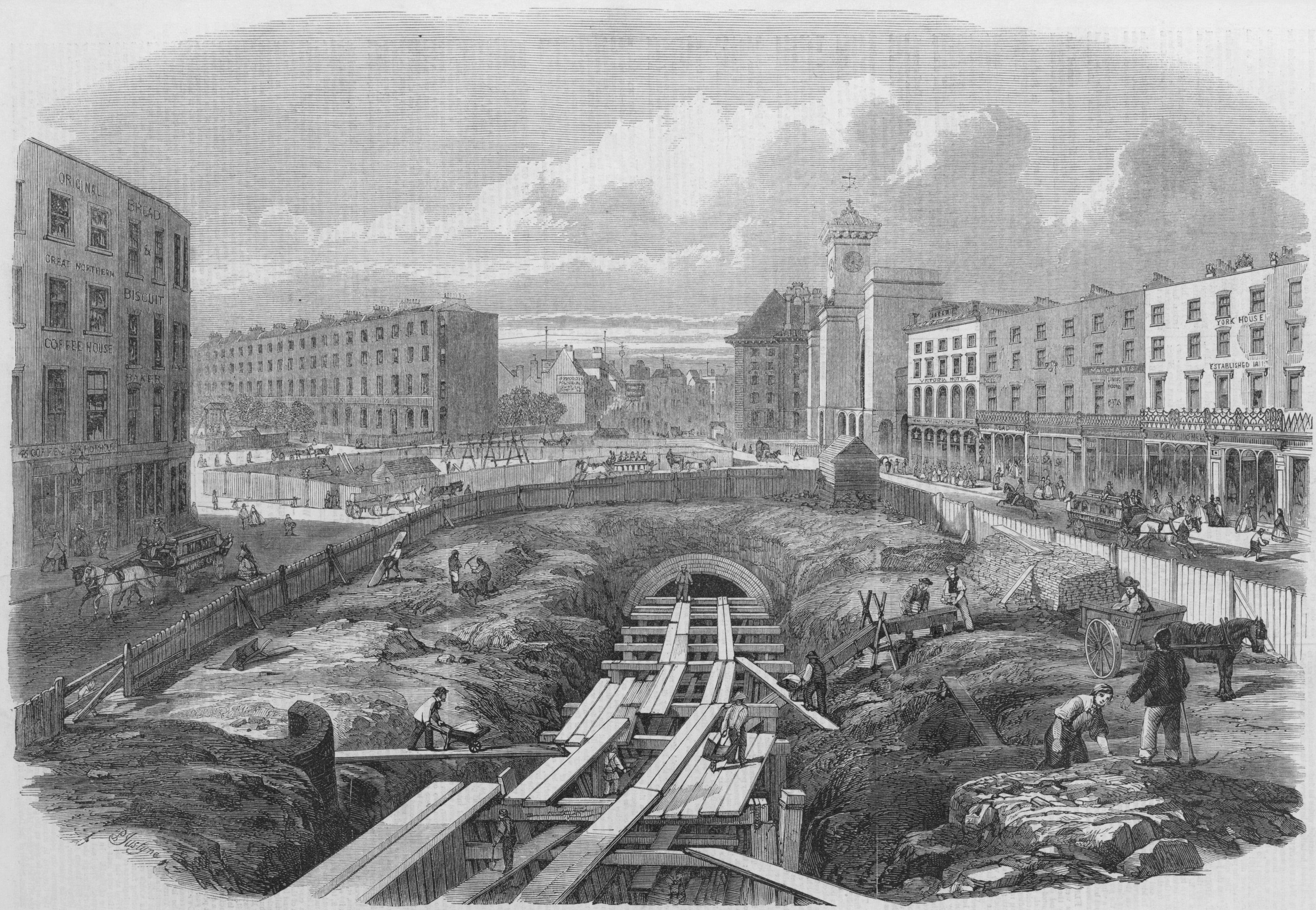
Metropolitan Railway byggs.

1855 beslutade det brittiska parlamentet om att bygga underjordisk järnväg mellan Paddington Station och Farringdon Street som skulle gå via King's Cross - med namnet Metropolitan Railway. Great Western Railway (GWR) finansierade projektet och man kom överens om att bygga specialutformade tåg för den nya underjordiska järnvägen. Projektet kom emellertid att försenas många år på grund av bristande ekonomiska resurser. Den som drev på så att projektet förverkligades var Charles Pearson, en advokat i City of London som var en stor visionär, som såg byggandet som en möjlighet att modernisera staden där tunnelbanan innebar att den gamla slummen revs och nya bostäder byggdes utanför stadskärnan. 1859 övertygade Pearson City of London Corporation att hjälpa till att finansiera byggandet som påbörjades i februari 1860. John Fowler stod för utförandet av Metropolitan Railway och konstruktionen av lokomotiven för densamma. 

### Tunnelbanan öppnas

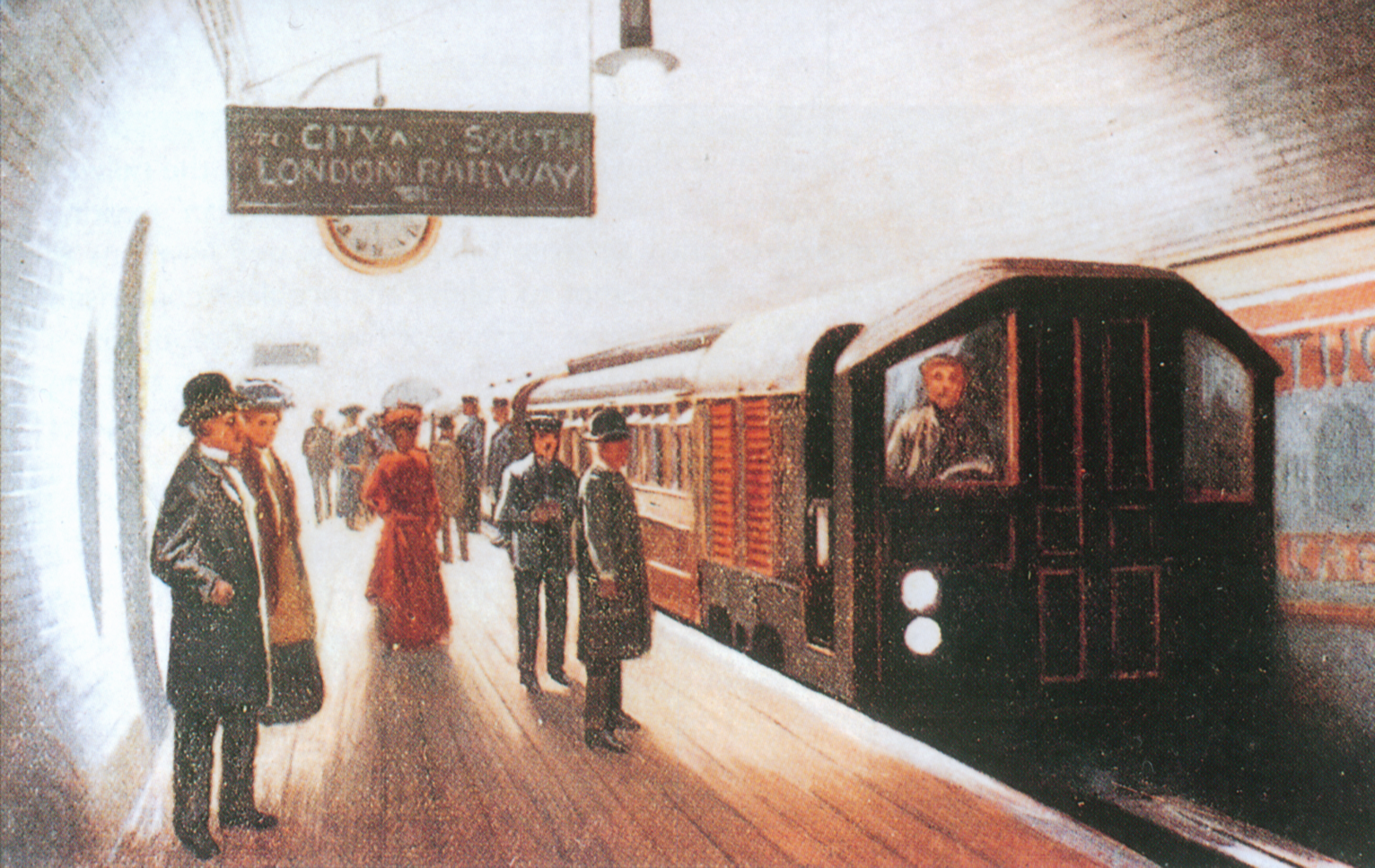
Central London Railway 1903

Metropolitan Railway, den första tunneln i innerstaden för en linje mellan dåvarande Bishop's Road, nuvarande Paddington och Farringdon Street, öppnades för trafik 10 januari 1863, med mer än 26 000 resenärer per dag efter några få månader. Som alla de tidiga sträckningarna byggdes den i öppet schakt (med ett "dike" som grävdes i marken i vilket tunneln byggdes för att sedan fyllas igen). Hammersmith and City Railway öppnade för trafik 13 juni 1864 mellan Hammersmith och Paddington. 23 december 1865 följde utbyggnad österut till Moorgate Street och nya stationer följde senare i Swiss Cottage, South Kensington och Addison Road i Kensington (idag Kensington Olympia). 24 december 1868 började Metropolitan District Railway sin trafik mellan South Kensington och Westminster som snart blev känt som "The District". Följande decennier förlängdes linjen såväl österut som västerut, och nådde Hammersmith 1864, South Kensington 1868, Aldgate 1876 och Tower of London 1882. 1868 öppnades även en gren åt nordväst, som gick från Baker Street till Swiss Cottage, för att sedan förlängas i etapper. 1889 nådde linjen Chesham. Den första djupa tunnelbanelinjen som inte grävts från ytan var dock City & South London Railway (öppnades 1890), som gick mellan Stockwell och King William Street (senare ersatt av Bank), och som långt senare kom att bli dagens Northern line. 
Under denna tid fanns även planer på att bygga en inre såväl som yttre ringlinje. Snart följde en strid mellan linjerna District och Metropolitan vilket gjorde att arbetet med den inre ringlinjen kraftigt försenades då bolagen istället byggde vidare på sina egna linjer ut till förorterna som var mer lukrativt. Först 1884 var den inre ringlinjen, The Inner Circle, klar. Av tunnelbanans linjer är Circle Line, District Line, Hammersmith & City Line och Metropolitan Line, samtliga ursprungligen ångloksdrivna, byggda i öppet schakt, som var problematiskt med tanke på dess stora ingrepp på staden (främst genom rivning av bostadshus). Dessa nämnda går under beteckningen sub-surface lines, medan övriga linjer, som går i rör borrade i Londonleran, hör till vad som kallas the Tube. Tågen var ångdrivna och krävde effektiv ventilation. Omkring sekelskiftet 1900 följde elektrifieringen av tunnelbanan, som kraftigt förbättrade resorna med bättre luft och mindre kvalm.

### The Tube

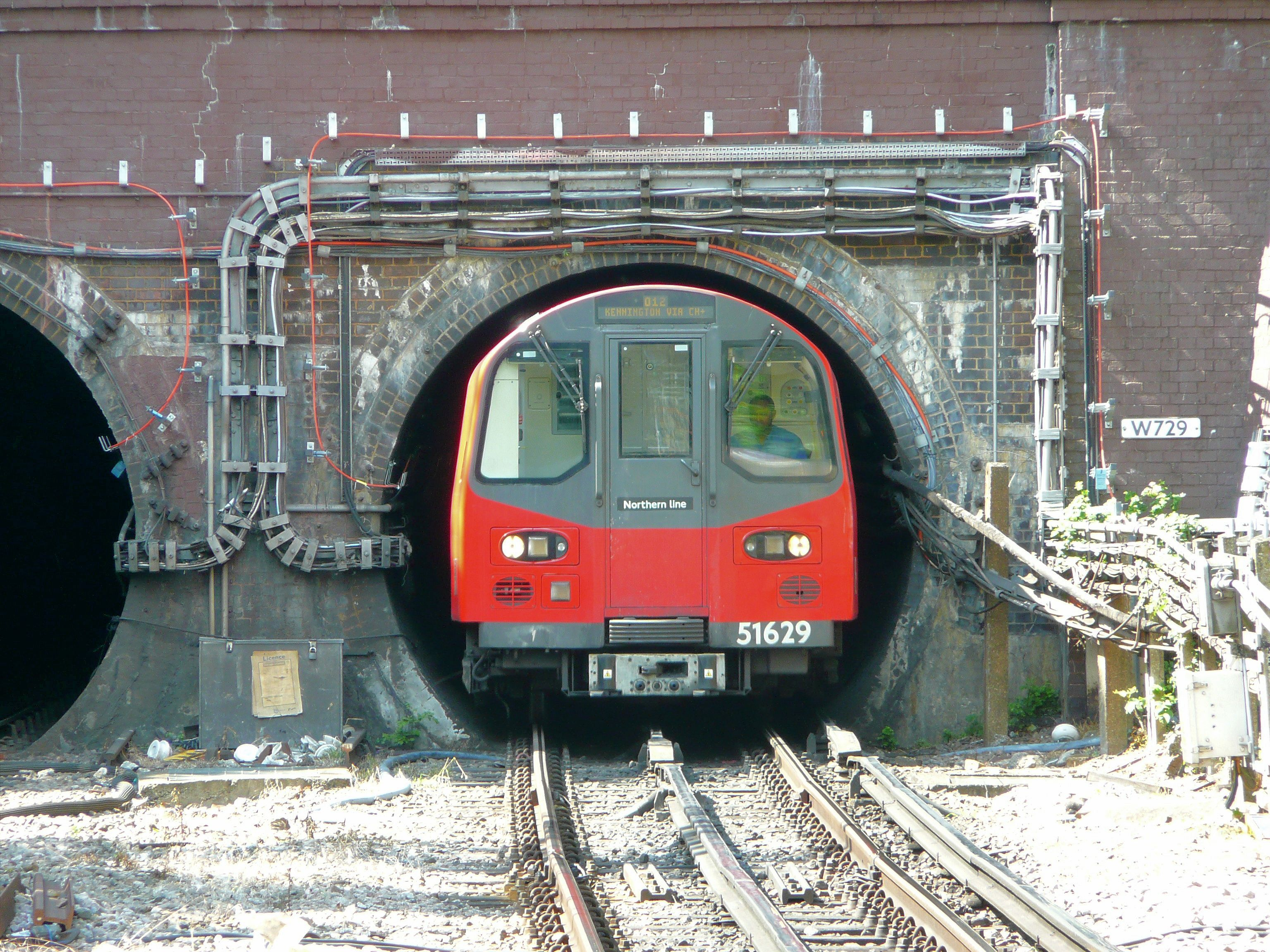
The Tube

Metoden öppet schakt (eller cut-and-cover på engelska) övergavs sedermera för det som gett tunnelbanan dess smeknamn The Tube, som istället byggdes som tubformade tunnlar genom underjordisk fullortsborrning/nedrivning av tunnelrör som gjorde det möjligt att bygga tunnelbanan djupare med mindre inverkan på tätbebyggelsen ovanför. Tube-linjerna har alltid varit elektrifierade. (Även om inte alla linjer är Tube-linjer så är the Tube populär benämning på tunnelbanan i vart fall bland Londonborna.) Leslie Green stod för design av stationsbyggnader samt inredning i form av kakelplattor och mönster.
City & South London Railway, idag del av Northern Line, var den första av denna typ när den öppnade 1890. 1898 följde Waterloo and City Railway. I början av 1900-talet fanns sex olika operatörer i tunnelbanan vilket var omständligt för passagerarna. Den amerikanska magnaten Charles Yerkes kom att skaffa sig en ledande ställning då han tog kontroll över District-linjen och skapade Metropolitan District Electric Traction Company (MDET) 1901 som körde det som idag är Piccadilly Line. Bolaget blev Underground Electric Railways Company of London (UERL) och kom att bli det ledande tunnelbanebolaget fram till 1930-talet. 1906 öppnade Baker Street & Waterloo Railway, idag känt som Bakerloo. 1908 följde en överenskommelse mellan de olika operatörerna att gemensamt marknadsföra sig som "The Underground" och man började göra gemensamma annonser och kartor. Det var också då som den klassiska tunnelbanelogotypen, "The roundel", började användas i sin första version. UERL tog 1913 över två operatörer och integreringen av tunnelbanan fortsatte, bara Metropolitan Line stod utanför. 
Londons tunnelbanas rundelsymbol designades av Edward Johnston år 1917. I januari 1933 kom den översiktskarta över nätet som blivit stilbildade och som används än idag. För utformningen stod Harry Beck. Under 1920- och 1930-talen formgav Charles Holden nya stationer som moderniserade tunnelbanan. 1933 skapades så London Transport eller London Passenger Transport Board (LPTB) som var styrande organ och som skapades genom att de tidigare privata bolagen blev en del av ett offentligägt bolag. London Transport möjliggjorde den fulla integreringen av tunnelbanan och man började prata om linjer. London Transport initierade också modernisering i sitt New Works Programme, bland annat lade man ner linjer som inte var lönsamma. Andra världskrigets utbrott stoppade moderniseringsarbetet.

### Andra världskriget

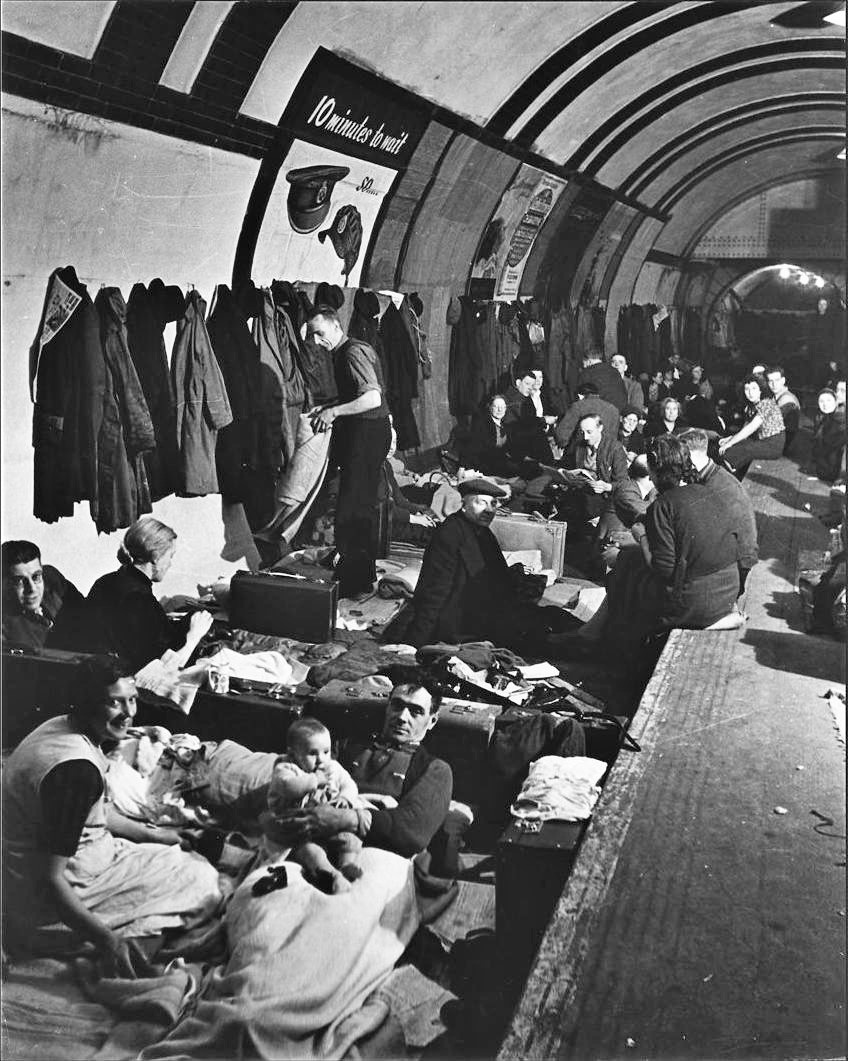
Tunnelbanan som skyddsrum.

Under andra världskriget tjänade tunnelbanan som skyddsrum och 177 500 personer tog skydd här under bombningarna. Tunnelbanan evakuerade över 200 000 ut till landsbygden. Från början ville myndigheterna undvika användning av tunnelbanan som skydd på grund av olycksrisken men senare installerades sängar, latriner och möjlighet till mat. Delar av tunnelbanan kom även att bli plats för myndigheternas verksamhet, bland annat tog kabinettet skydd här. 

### Omstruktureringar
1948 förstatligades London Transport av Labourregeringen tillsammans med de fyra bolag som ännu inte var del i systemet. Under namnet London Transport Executive (LTE) blev man en del av British Transport Commission (BTC). Nu skedde de sista elektrifieringarna av nätet men först i september 1961 gick det sista ånglokomotivet. 1971 gick så även det sista ångloket för transporter. 1963 ersattes London Transport Executive av London Transport Board och blev London Transport Executive igen 1970. 
Under en lång period investerades lite i tunnelbanan från statlig sida och antalet anställda minskade. Först under 1970- och 1980-talen skedde nyinvesteringar när Jubilee Line öppnades (1979) och Piccadilly line förlängdes till Heathrow (1977). Labourregeringen införde Fares Fair där biljetter subventionerades vilket ökade antalet resenärer, men efter klagomål av Bromley i London mot systemet togs det bort varpå biljettkostnaderna ökade dramatiskt 1982. Den konservativa regeringen under Margaret Thatcher beslöt att London Transport inte skulle ligga under Greater London Council och istället skapades London Regional Transport (LRT) 1984. Greater London Council kom själv att upplösas 1986. 
Den 8 november 1987 utbröt en brand i tunnelbanestationen King's Cross St. Pancras, en av de livligaste trafikknutpunkterna i tunnelbanesystemet. 31 personer omkom och ett drygt 60-tal skadades. Den efterföljande utredningen ledde till införandet av nya regler för brandsäkerhet. 1999 förlängdes Jubilee Line till Stratford.

### Transport for London
År 2000 ersattes London Regional Transport (LRT) av dagens Transport for London (TfL) samtidigt som Londons borgmästare inrättades under vilken verksamheten ligger som en del i Greater London Authority. Tunnelbanan började drivas enligt OPS-modellen. Debatt hade funnits om tunnelbanan skulle drivas i offentlig eller privat regi. Det privata bolaget Metronet kom sedermera att kollapsa och Transport for London fick ta över verksamheten. Däremot fortsatte driften av Jubilee, Northern och Piccadilly i privat regi i form av Tube Lines men 2010 övertog Transport for London även dessa delar. 2021 förlängdes Northern Line till Battersea Power Station.

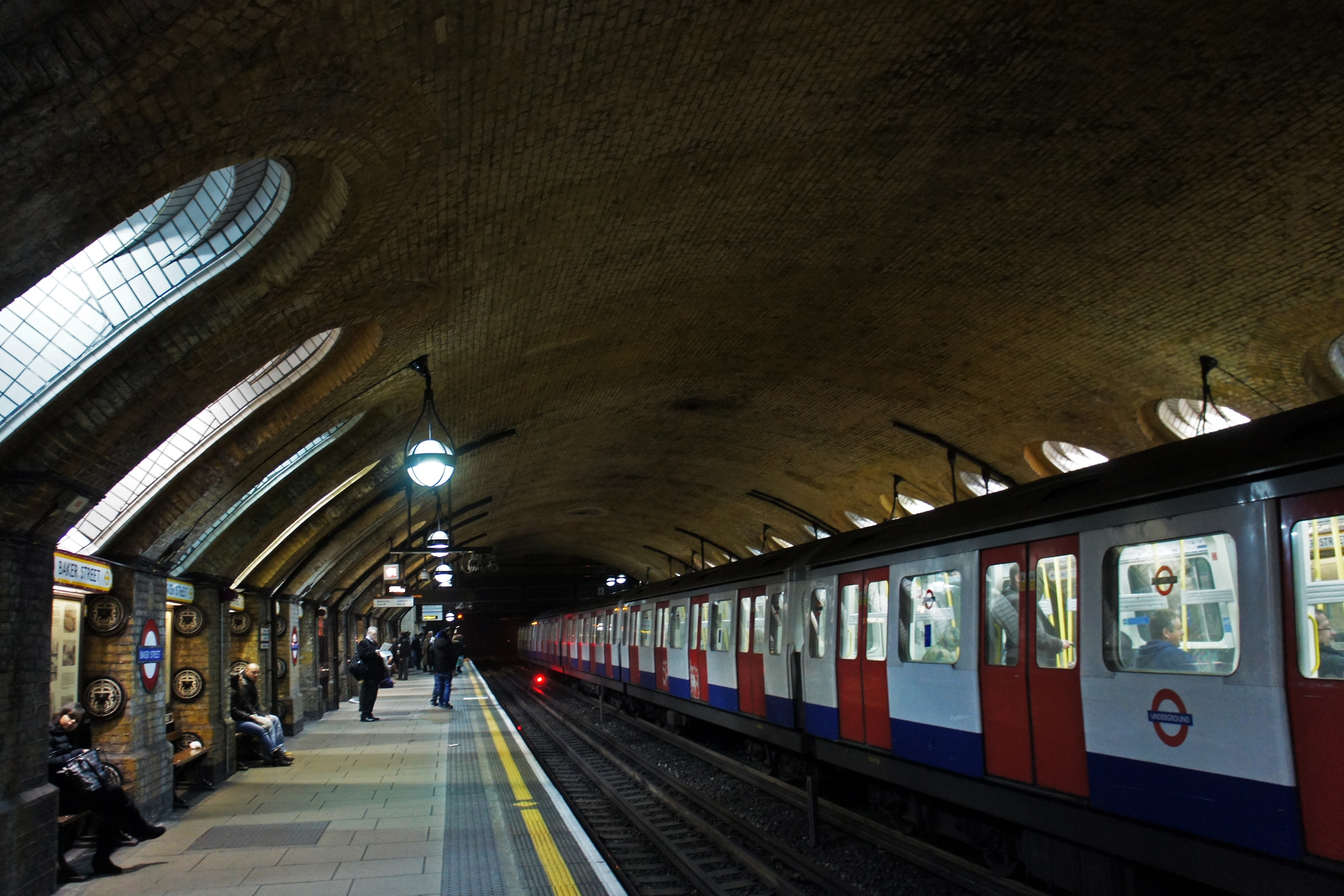
Station Baker Street från 1863, en av världens äldsta tunnelbanestationer
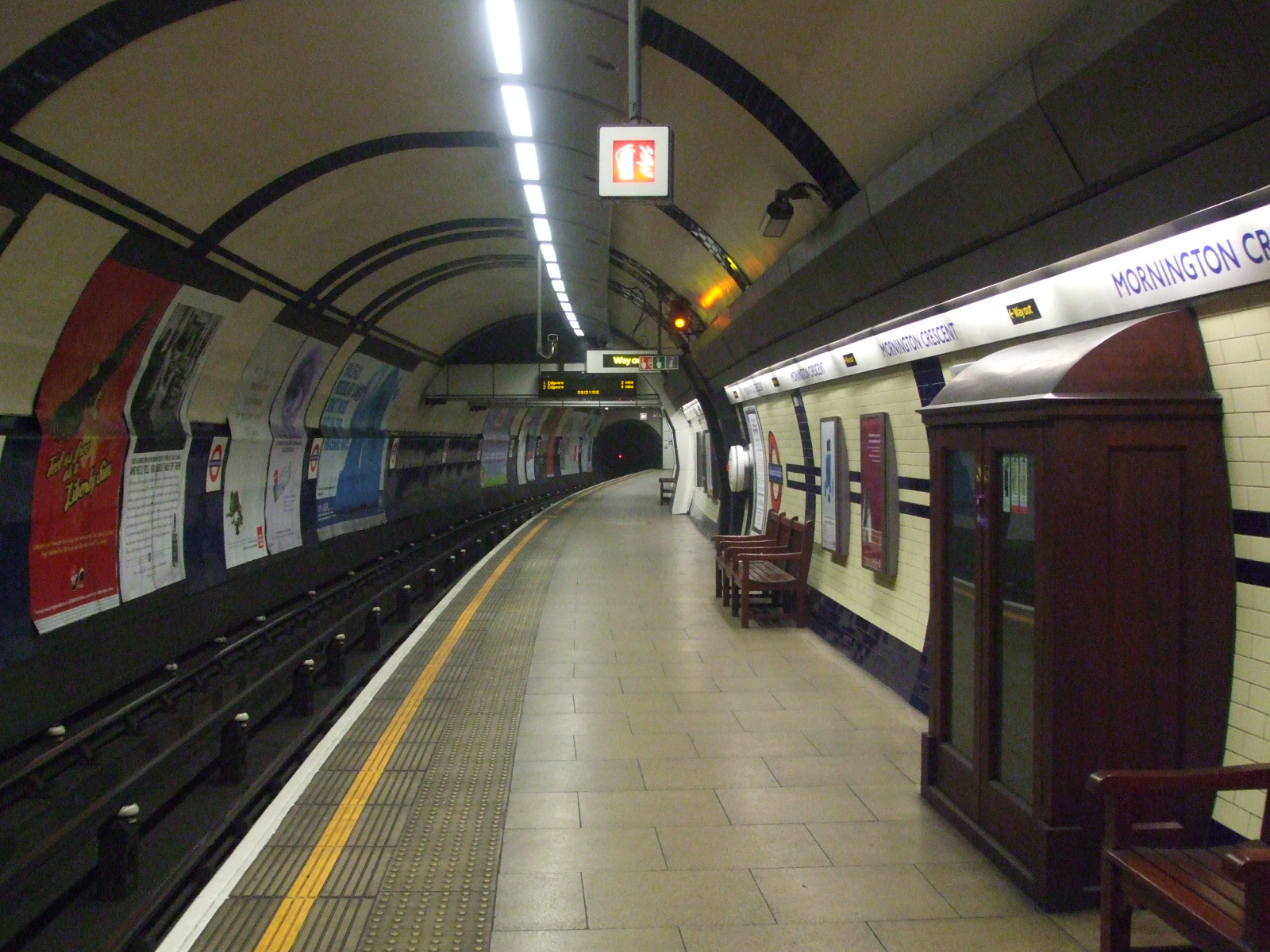
Station Mornington Crescent
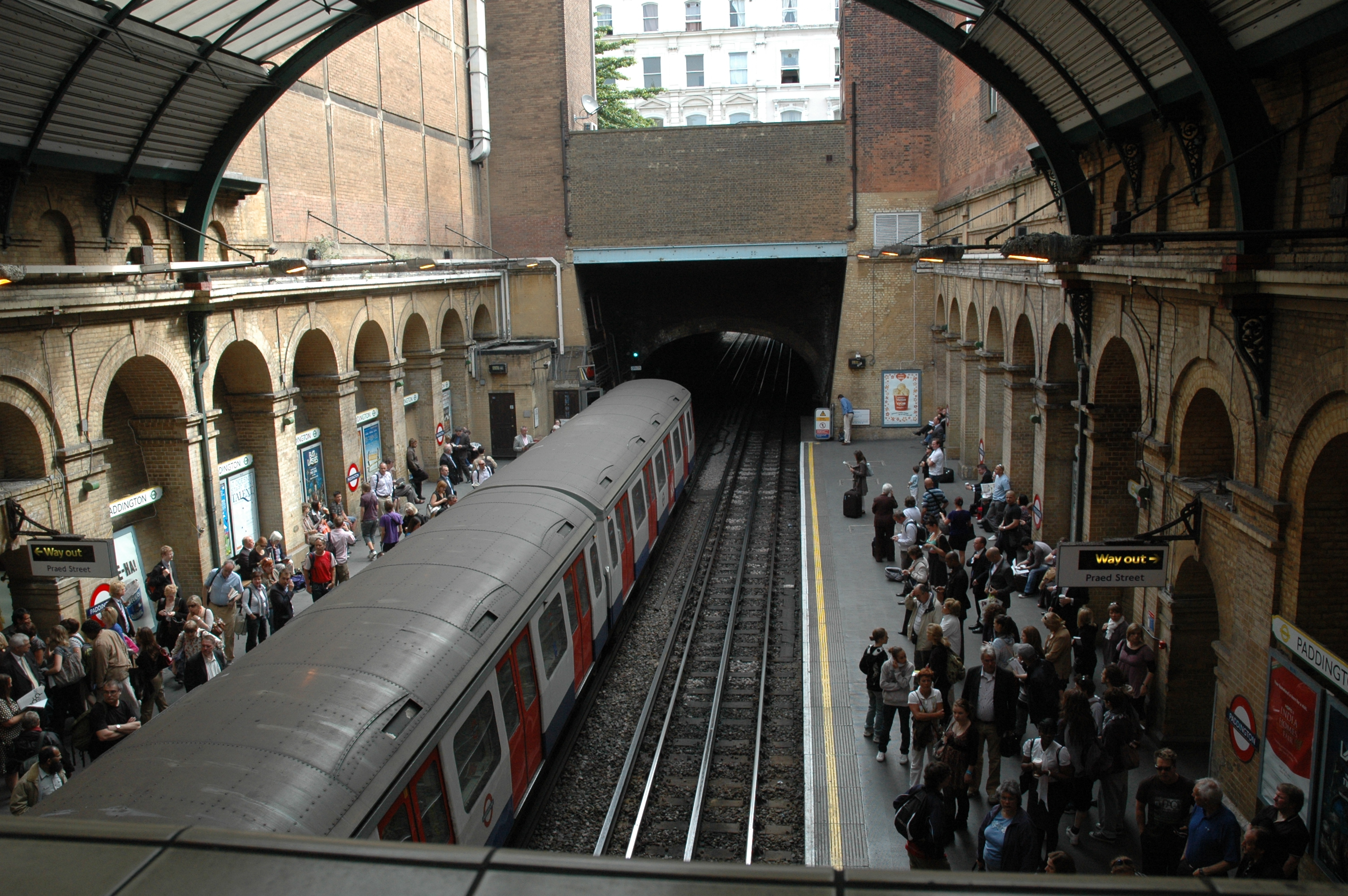
Station Paddington
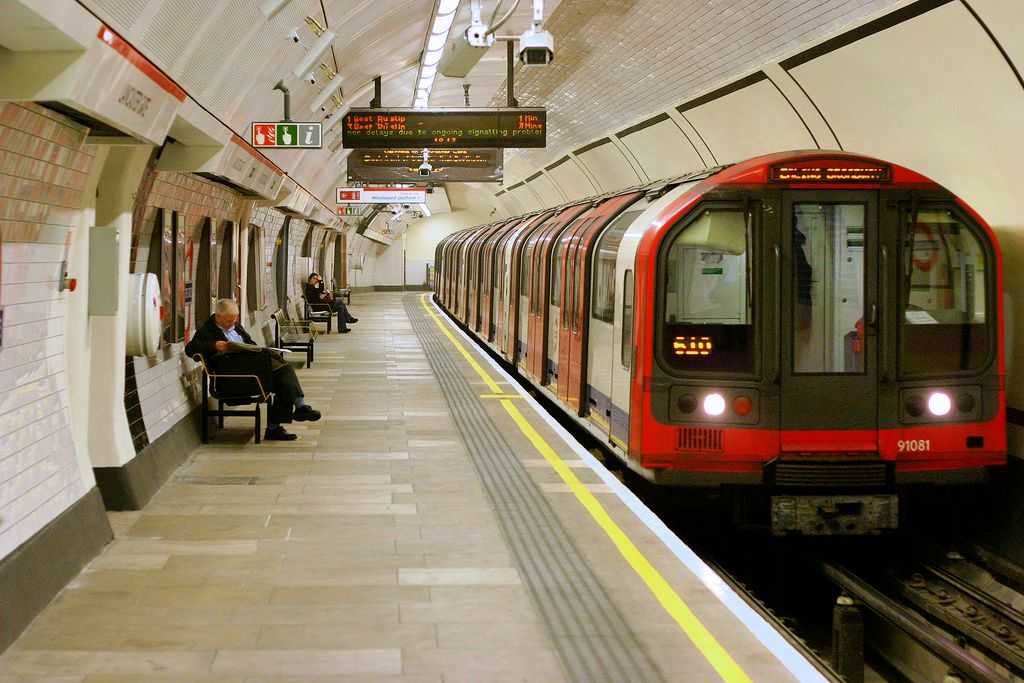
Station Lancaster Gate
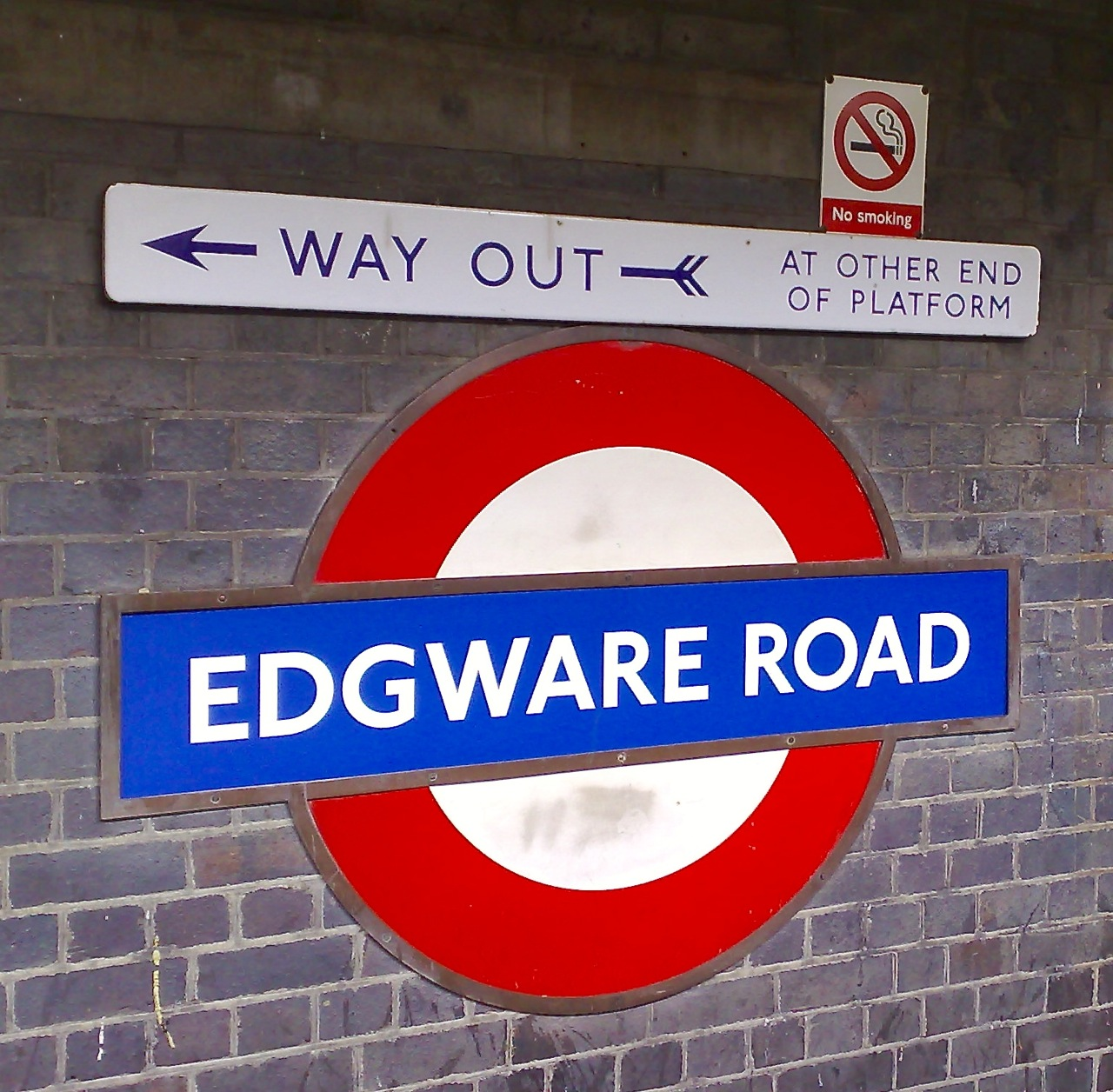
Stationsskylt

## Linjer
| Linje                   | Färg     | Först i drift | Första delen öppnad | Nuvarande namn sedan | Typ        | Längd (km) | Stationer | Resor per år (miljoner) |
| ----------------------- | -------- | ------------- | ------------------- | -------------------- | ---------- | ---------- | --------- | ----------------------- |
| Bakerloo Line           | Brun     | 1906          | 1906                | 1906                 | Djuptunnel | 23,2       | 25        | 117                     |
| Central Line            | Röd      | 1900          | 1856                | 1900                 | Djuptunnel | 74         | 49        | 288                     |
| Circle Line             | Gul      | 1884          | 1863                | 1949                 | Under ytan | 27,2       | 36        | 73                      |
| District Line           | Grön     | 1868          | 1868                | 1868–1905            | Under ytan | 64         | 60        | 226,1                   |
| Hammersmith & City Line | Rosa     | 1863          | 1858                | 1988                 | Under ytan | 25,5       | 29        | 61                      |
| Jubilee Line            | Silver   | 1979          | 1979                | 1979                 | Djuptunnel | 36,2       | 27        | 280,4                   |
| Metropolitan Line       | Mörklila | 1863          | 1863                | 1863                 | Under ytan | 66,7       | 34        | 80,9                    |
| Northern Line           | Svart    | 1890          | 1867                | 1937                 | Djuptunnel | 61         | 52        | 294                     |
| Piccadilly Line         | Mörkblå  | 1906          | 1869                | 1906                 | Djuptunnel | 71         | 53        | 206,9                   |
| Victoria Line           | Ljusblå  | 1968          | 1968                | 1968                 | Djuptunnel | 21         | 16        | 263,4                   |
| Waterloo & City Line    | Turkos   | 1898          | 1898                | 1898                 | Djuptunnel | 2,5        | 2         | 16,9                    |

I östra London finns även ett automatiskt (förarlöst) högbanesystem, Docklands Light Railway. Det öppnades 1987 och har sedan dess genomgått en snabb expansion. 
Stora delar av Hammersmith&City Line, District Line och Circle Line går i markplan - liksom alla linjer längre ut. Northern Line (inte - City Branch) går allra djupast. 

## Nedlagda stationer och sträckningar
Det finns flera stationer som lagts ner under åren. Ofta har dessa ersatts av en ny eller befintlig närliggande station, men vissa stationer, till exempel Aldwych tunnelbanestation, lades ned på grund av för lågt resande. Aldwych är en av Londons övergivna stationer som finns kvar men idag är helt avstängd för allmänheten. Den används dock ibland för filminspelningar. 
| Linje | F.d. tunnelbanesträcka                  | Öppnad | Stängd |
| ----- | --------------------------------------- | ------ | ------ |
|       | Harrow & Wealdstone - Watford Junction  | 1917   | 1982   |
|       | Epping - Ongar                          | 1957   | 1994   |
|       | Acton Town - South Acton                | 1905   | 1959   |
|       | Shoreditch - New Cross Gate / New Cross | 1933   | 2007   |
|       | Green Park - Charing Cross              | 1979   | 1999   |
|       | Amersham - Quainton Road                | 1933   | 1948   |
|       | Latimer Road - Kensington (Olympia)     | 1864   | 1940   |
|       | Holborn - Aldwych                       | 1907   | 1994   |

Några sträckningar har förts över till pendeltågsnätet, bland annat Metropolitan Line mellan Amersham och Aylesbury, och Bakerloo Line mellan Harrow & Wealdstone och Watford Junction. I båda dessa fall trafikerar de yttre delarna av tunnelbanelinjerna samma spår som pendeltågen. Den 8 km långa East London Line stängdes 2007 för ombyggnad, och återöppnades 2010 som en pendeltågslinje och ingår numera i London Overground. En av stationerna, Shoreditch, återöppnades aldrig utan lades ner.
Ett fåtal sträckor har lagts ned helt. Till dessa hör Metropolitans sträckor bortom Aylesbury, Centrals sträckning mellan Epping och Ongar, Metropolitans sträckning mellan Latimer Road (nu längs Hammersmith & City) och Kensington (Olympia). Ett antal kortare grenar och förbindelser har även lagts ner såsom Piccadilly-grenen till Aldwych och District-grenen mellan stationerna Acton Town och South Acton.